# 暗色夜鹰属
暗色夜鹰属（学名：Nyctipolus）是 夜鹰科下的一个属。

## 下属物种
本属包括以下物种：
- 侏夜鹰 Nyctipolus hirundinaceus (von Spix, 1825)
- 暗色夜鹰 Nyctipolus nigrescens (Cabanis, 1849)